# Amphinemura ryukyuensis
Amphinemura ryukyuensis är en bäcksländeart som beskrevs av Tatemi Shimizu 1998. Amphinemura ryukyuensis ingår i släktet Amphinemura och familjen kryssbäcksländor. Inga underarter finns listade i Catalogue of Life.